# Вибач нас, Господе!
«Вибач нас, Господе!» («Atleisk mums, Viešpatie!») — радянський телефільм 1989 року, знятий режисером Бронюсом Моркявічюсом на Литовському телебаченні.

## Сюжет
Фільм створений за мотивами повісті шведського письменника П. Лагерквіста «Кат». Антифашистська алегорія про Вічне Зло. Дія відбувається у одній з північних країн. Селяни, що сидять у корчмі, розповідають страшні історії зі свого життя про зустріч із Катом.

## У ролях
- Вітаутас Паукште — Кат
- Егле Габренайте — Жінка
- Роландас Буткявічюс — Крістофер і батько малого Крістофера
- Рамунас Абукявічюс — Юкас
- Гедимінас Карка — Іокім
- Вітаутас Гріголіс — Лесе
- Роландас Казлас — Юке
- Інгріда Кілшаускайте — Фріда
- Ванда Марчінскайте — Ханна
- Сігітас Рачкіс — Юліюс
- Альгімантас Вощікас — Антон
- Расуоле Лаурінайтіте — Крістіна

## Знімальна група
- Режисер — Бронюс Моркявічюс
- Сценарист — Бронюс Моркявічюс
- Оператори — Зігмас Гружинскас, Антанас Валюкявічюс
- Художник — Рімантас Олшаускас